# Цяо

Цяо (Qiao) — китайская фамилия (клан).
- 乔 — высокий.
- 桥 — мост.

## Известные Цяо 乔 , 桥
- Цяо Мао 桥瑁 (150—191) — персонаж китайской истории времён Троецарствия, племянник Цяо Сюань 桥玄.
- Цяо Гуаньхуа, 乔冠华 (1913—1983) — министр иностранных дел Китая с 1974 по 1976, муж Чжан Ханьчжи — учительницы Мао Цзэдуна по английскому языку и известной женщины-дипломата.
- Цяо Ши 乔石 (1924—2015), уроженец Шанхая, председатель Постоянного комитета Всекитайского собрания народных представителей с 1993 г. С 1985 г. в руководстве КПК. Секретарь Центральной комиссии по проверке дисциплины КПК с 1987 г. В 1986—1988 гг. заместитель премьера Государственного совета КНР.